# Honoka Hayashi
Honoka Hayashi (jap. 林 穂之香; ur. 19 maja 1998 w Uji) – japońska piłkarka, występująca na pozycji pomocniczki w angielskim klubie West Ham United F.C. oraz w reprezentacji Japonii. Uczestniczka Mistrzostw Świata 2023 oraz Pucharu Azji 2022.

## Mecze w reprezentacji
Na podstawie:

### Puchar Azji 2022
| Mecze i gole w reprezentacji podczas Pucharu Azji 2022 | Mecze i gole w reprezentacji podczas Pucharu Azji 2022 | Mecze i gole w reprezentacji podczas Pucharu Azji 2022 | Mecze i gole w reprezentacji podczas Pucharu Azji 2022 | Mecze i gole w reprezentacji podczas Pucharu Azji 2022 | Mecze i gole w reprezentacji podczas Pucharu Azji 2022 | Mecze i gole w reprezentacji podczas Pucharu Azji 2022 | Mecze i gole w reprezentacji podczas Pucharu Azji 2022 |
| Lp.                                                    | Data                                                   | Miasto                                                 | Przeciwnik                                             | Wynik                                                  | Gole                                                   | Inne                                                   | Faza rozgrywek                                         |
| ------------------------------------------------------ | ------------------------------------------------------ | ------------------------------------------------------ | ------------------------------------------------------ | ------------------------------------------------------ | ------------------------------------------------------ | ------------------------------------------------------ | ------------------------------------------------------ |
| 1.                                                     | 21.01.2022                                             | Pune                                                   | Mjanma                                                 | 5:0 (1:0)                                              |                                                        |                                                        | Faza grupowa                                           |
| 2.                                                     | 30.01.2022                                             | Navi Mumbai                                            | Tajlandia                                              | 7:0 (2:0)                                              |                                                        |                                                        | Ćwierćfinał                                            |
| 3.                                                     | 03.02.2022                                             | Pune                                                   | Chiny                                                  | 2:2 (k.3:4)                                            |                                                        |                                                        | Półfinał                                               |

### Mistrzostwa Świata 2023
| Mecze i gole w reprezentacji podczas Mistrzostw Świata 2023 | Mecze i gole w reprezentacji podczas Mistrzostw Świata 2023 | Mecze i gole w reprezentacji podczas Mistrzostw Świata 2023 | Mecze i gole w reprezentacji podczas Mistrzostw Świata 2023 | Mecze i gole w reprezentacji podczas Mistrzostw Świata 2023 | Mecze i gole w reprezentacji podczas Mistrzostw Świata 2023 | Mecze i gole w reprezentacji podczas Mistrzostw Świata 2023 | Mecze i gole w reprezentacji podczas Mistrzostw Świata 2023 |
| Lp.                                                         | Data                                                        | Miasto                                                      | Przeciwnik                                                  | Wynik                                                       | Gole                                                        | Inne                                                        | Faza rozgrywek                                              |
| ----------------------------------------------------------- | ----------------------------------------------------------- | ----------------------------------------------------------- | ----------------------------------------------------------- | ----------------------------------------------------------- | ----------------------------------------------------------- | ----------------------------------------------------------- | ----------------------------------------------------------- |
| 1.                                                          | 26.07.2023                                                  | Dunedin                                                     | Kostaryka                                                   | 2:0 (2:0)                                                   |                                                             |                                                             | Faza grupowa                                                |
| 2.                                                          | 31.07.2023                                                  | Wellington                                                  | Hiszpania                                                   | 4:0 (3:0)                                                   |                                                             |                                                             | Faza grupowa                                                |
| 3.                                                          | 11.08.2023                                                  | Auckland                                                    | Szwecja                                                     | 1:2 (0:1)                                                   | 87'                                                         |                                                             | Ćwierćfinał                                                 |

## Sukcesy
Na podstawie:

### Reprezentacyjne
- Mistrzyni Świata U-20 2018